# José Esaúl Robles Jiménez
José Esaúl Robles Jiménez (* 4. Juni 1925 in Jalpa; † 17. Oktober 1993) war ein mexikanischer römisch-katholischer Geistlicher und Bischof von Zamora.

## Leben
José Esaúl Robles Jiménez empfing am 2. April 1949 das Sakrament der Priesterweihe.
Am 24. Juli 1962 ernannte ihn Papst Johannes XXIII. zum Bischof von Tulancingo. Der Apostolische Delegat in Mexiko, Erzbischof Luigi Raimondi, spendete ihm am 14. September desselben Jahres die Bischofsweihe; Mitkonsekratoren waren der Erzbischof von Durango, Antonio López Aviña, und der Koadjutorerzbischof von Guadalajara, Francisco Javier Nuño y Guerrero. Robles Jiménez nahm an allen vier Sitzungsperioden des Zweiten Vatikanischen Konzils teil.
Papst Paul VI. bestellte ihn am 12. Dezember 1974 zum Bischof von Zamora.